# غيورغي غوسبودينوف
غيورغي غوسبودينوف (بالبلغارية: Георги Господинов) هو شاعر وكاتب مسرحي بلغاري، من مواليد 7 يناير 1968 في مدينة يامبل، بجنوب شرق بلغاريا. حصلت روايته ملجأ الزمن على جائزة بوكر الدولية عام 2023.

## سيرته
قضى غيورغي معظم طفولته في مدينة توبولوفغراد، وكتب أربعة مؤلفات في الشعر، وهو ما ترك تأثيراً واضحاً على أسلوبه في الكتابة حين تحوّل إلى النثر فيما بعد. وكان كتابه النثري الأول (Natural Novel) «رواية طبيعية» سنة 1999، ولقي نجاحاً في بلغاريا قبل أن تتم ترجمته إلى 21 لغة أخرى.
وتعد «فيزياء الحزن» روايته الثانية، وقد فازت بالجائزة الوطنية لأفضل رواية لسنة 2013، وترجمت لعدة لغات.
عرف فيلم «فايشا العمياء» (Blind Vaysha أو Vaysha L’Aveugle، كندا، 2016، 8 دقائق) للمخرج البلغاري -الكندي ثيودور أوشيف Theodore Ushev، المقتبس من قصة لغوسبودينوف ، نجاحا كبيرا حيث تمّ ترشيحه لجائزة الأوسكار لأفضل فيلم رسوم متحركة قصير في حفل توزيع جوائز الأوسكار التاسع والثمانون.

## أعمال مترجمة إلى العربية
| الإصدار      | المترجم           | التاريخ | المصدر |
| ------------ | ----------------- | ------- | ------ |
| فيزياء الحزن | نيديليا كيتا ييفا | 2016    | [ 20 ] |
| وحكايات أخرى | خيري حمدان        | 2023    |        |

## روابط خارجية
- غيورغي غوسبودينوف على موقع IMDb (الإنجليزية)
- غيورغي غوسبودينوف على موقع مونزينجر (الألمانية)
- غيورغي غوسبودينوف على موقع قاعدة بيانات الفيلم (الإنجليزية)
- غيورغي غوسبودينوف على موقع كينوبويسك (الروسية)